# Paphiopedilum thaianum
Paphiopedilum thaianum — многолетнее трявянистое растение семейства Орхидные.
Вид не имеет устоявшегося русского названия.
Возможно этот вид является одной из природных вариаций Paphiopedilum niveum.

## Этимология
Видовое название «thaianum» образовано от названия страны (Таиланд), где этот вид обнаружен.

## Биологическое описание
Побег симподиального типа, скрыт основаниями 3—5 листьев.
Листья 4—10 в длину, 1—3 см в ширину.
Соцветие одно- реже двуцветковое, 6—17 см длиной, пурпурного цвета со светлым опушением.
Цветки 3—5 см в диаметре.
Paph. thaianum похож на Paph. niveum. Отличается более мелкими размерами цветков, наличием фиолетовых точек на внутренней поверхности губы и формой стаминодия.

## Ареал, экологические особенности
Таиланд. Провинция Пхангнга (Phang Nga), южная часть горной цепи Phuket.
По пологом кустарников на северных склонах известняковых массивов, на высотах от 350 до 450 метров над уровнем моря. В этих же биотопах отмечались Paphiopedilum godefroye var. leucochilum и Paphiopedilum exul.
Цветёт в апреле—мае.
Диапазон температур: 22—25 °C. С января по март сухой сезон.
Относится к числу охраняемых видов (I приложение CITES).

## В культуре
Основные компоненты субстрата: см. статью Paphiopedilum.
Под видом Paph. thaianum могут поставляться искусственные гибриды с участием Paph. niveum